# Comix Zone
Comix Zone är ett fightingspel utvecklat av Sega Technical Institute och utgivet av Sega. Det släpptes första gången 1995 som en exklusiv titel till Sega Mega Drive. Spelet har ett serietidningstema. Varje bana består av två sidor och olika hemligheter avslöjas genom att strimla sidorna. Dialogen visas genom pratbubblor med ett typiskt serietidningstypsnitt.